# North-Twin-Gletscher
Der North-Twin-Gletscher (north twin glacier engl. für „nördlicher Zwillingsgletscher“) befindet sich in den Tordrillo Mountains in Alaska (USA). Benannt wurde der Gletscher 1933 vom U.S. Geological Survey (USGS).
Der North-Twin-Gletscher ist ein Talgletscher im Westen der Tordrillo Mountains. Das Nährgebiet des Gletschers befindet sich 4 km westlich des Mount Talachulitna auf einer Höhe von 2200 m. Der 1,1 km breite Gletscher strömt in südwestlicher Richtung und endet nach 16,6 km auf einer Höhe von 850 m. Der South-Twin-Gletscher verläuft südlich des North-Twin-Gletschers. Die Gletscherzungen der beiden Gletscher sind etwa 500 m voneinander entfernt. Der Skwentna River bildet den Abfluss beider Gletscher.
Der North-Twin-Gletscher ist im Rückzug begriffen.